# Pratt & Whitney TF30
Le Pratt & Whitney TF30 (désignation de la compagnie JTF10A) était un turboréacteur à faible taux de dilution militaire, conçu initialement par la société américaine Pratt & Whitney pour le chasseur subsonique de défense de la flotte F6D Missileer (en), mais ce projet fut abandonné. Il fut plus tard équipé d'une postcombustion pour des concepts d'avions supersoniques, et fut sous cette forme le premier turboréacteur à double flux et postcombustion à entrer en service au monde, devant alors équiper le F-111 Aadrvark et le F-14A Tomcat. Il devait également propulser les premières versions de l'A-7 Corsair II, dans une version dépourvue de postcombustion. Le premier vol du TF30 eut lieu en 1964 et sa production continua jusqu'en 1986.

## Conception et développement
En 1958, la Douglas Aircraft Company proposa un avion de ligne quadrimoteur court courrier, afin de combler l'espace vide laissé dans la catégorie située en dessous de celle de son nouvel appareil intercontinental DC-8. Désigné Model 2067 en interne, cet appareil devait finir commercialisé avec la désignation de DC-9, mais il n'y a cependant aucun lien entre cet avion et le « vrai » Douglas DC-9 bimoteur sorti plus tard. Pratt & Whitney (P&W) avait proposé son turboréacteur JT8A (à simple flux) pour cet avion, mais Douglas préféra se lancer dans l'aventure du turboréacteur à double flux, qui aurait eu un rendement et une consommation en carburant bien meilleurs que ceux d'un turboréacteur classique. Pratt & Whitney proposa alors son JT10A, une version à l'échelle 1/2 de son tout-nouveau turboréacteur JT8D. Le développement du nouveau moteur commença en avril 1959, en reprenant le cœur déjà présent sur le JT8. Douglas abandonna la conception du Model 2067 en 1960, après avoir constaté que les lignes aériennes américaines initialement visées s'étaient tournées vers le récent Boeing 727.
En 1960, l'US Navy sélectionna le JT10A, alors désigné TF30-P-1, pour propulser le futur Douglas F6D Missileer, mais ce projet fut lui-aussi abandonné, en avril 1961. Entre-temps, le TF30 avait été choisi par General Dynamics pour son projet prenant part à la compétition TFX pour l'US Air Force et la Navy. Il fut sélectionné pour entrer en production sous la désignation de F-111. La version du TF30 équipant cet avion intégrait une postcombustion.

## Carrière opérationnelle

### Avec le F-111 Aardvark

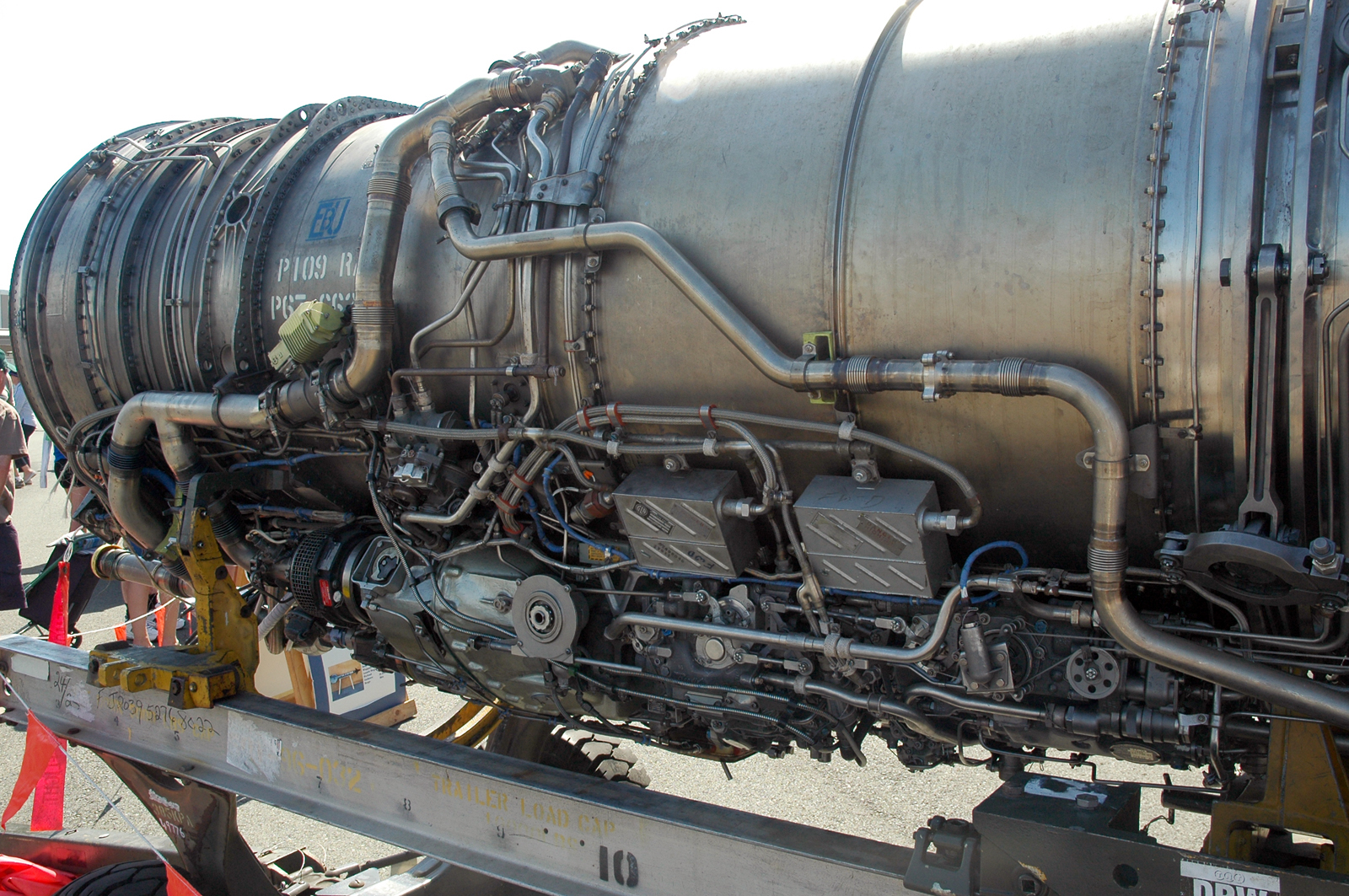
Un TF30-P-109 équipant un F-111D de la RAAF au Defence Force Air Show d'Amberley (octobre 2008).

Les F-111A, EF-111A et le F-111E utilisaient le TF30-P-103, aussi désigné TF30-P-3. Le F-111 avait des problèmes de compatibilité entre les moteurs et leurs entrées d'air, qui étaient placées trop en retrait, dans l'écoulement d'air turbulent provenant des ailes. Les versions plus récentes du F-111 furent dotées d'entrées d'air améliorées qui résolurent le problème, puis reçurent régulièrement des versions plus puissantes du moteur. Le F-111E utilisait des TF30-P-103, le F-111D des TF30-P-109 (aussi désignés TF30-P-9), et le F-111F des TF30-P-100.

### Avec l'A-7 Corsair II
En 1964, l'avion subsonique LTV A-7A Corsair II remporta la compétition VAL de l’US Navy, pour un avion d'attaque léger devant remplacer le Douglas A-4 Skyhawk. L'A-7A utilisait une variante sans postcombustion du TF30, qui équiperait également les versions améliorées de l'avion A-7B et A-7C. En 1965, l’US Air Force sélectionna l'A-7D comme remplaçant de ses bombardiers rapides supersoniques F-100 et F-105, dans le rôle d'avion d'appui rapproché. Cependant, bien que l’US Air Force ait voulu disposer du TF30 pour équiper son appareil, Pratt & Whitney fut incapable de suivre les cadences de production, car les usines de la société étaient déjà accaparées par la fabrication d'autres moteurs. Au lieu de produire le TF30 sous licence, la société Allison Engine Company proposa à l’Air Force son propre turboréacteur à double flux, le TF41, une version produite sous licence du Rolls-Royce Spey RB.168-25R. Le TF41, plus puissant, fut choisi par l'USAF afin de propulser l'A-7D, et par la Navy pour équiper l'A-7E, de conception similaire.

### Avec le F-14 Tomcat

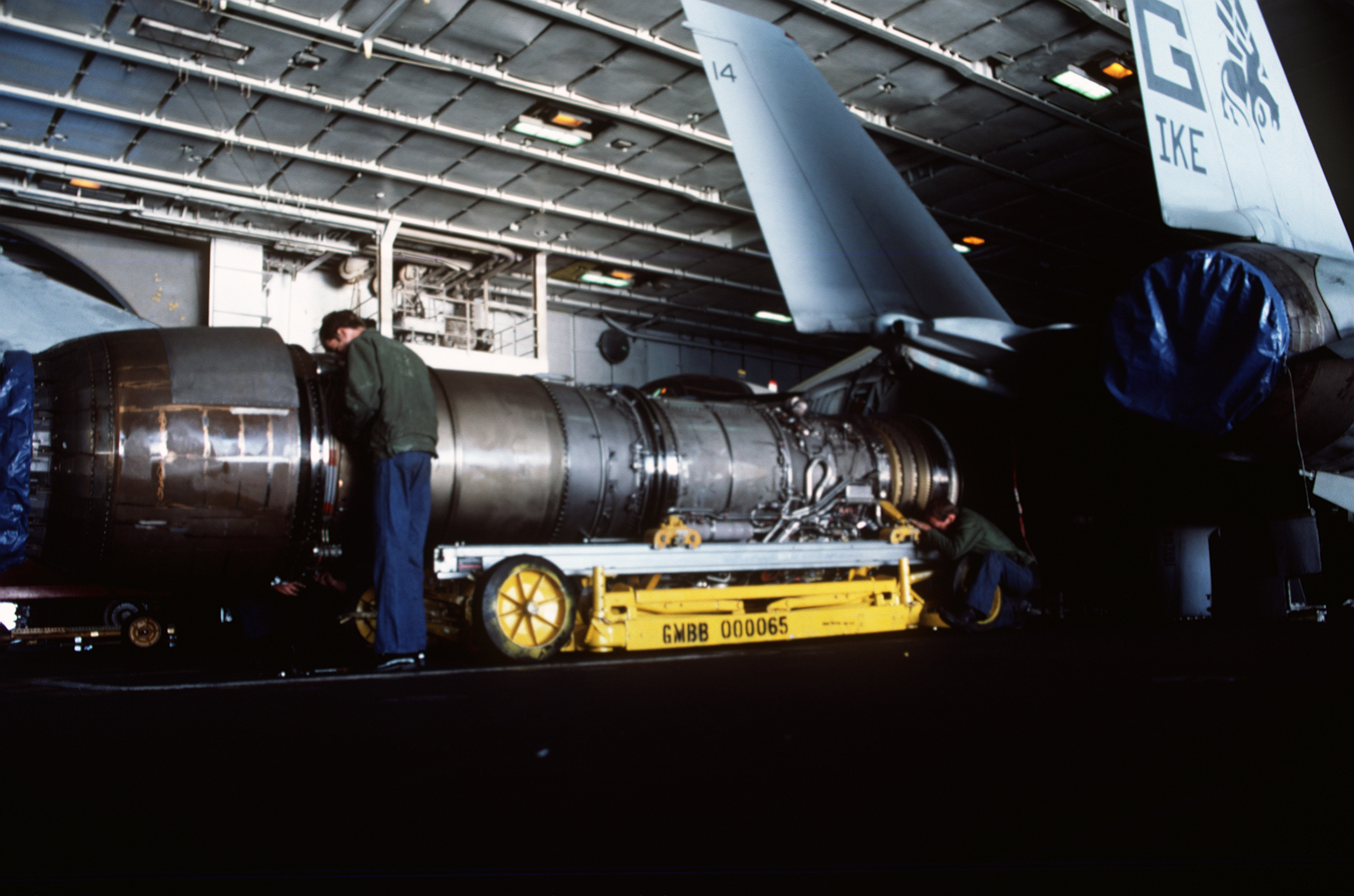
Un TF30-P-412A en cours de préparation pour être installé dans un F-14A. L'opération est effectuée à l'intérieur du hangar aéronefs de l'USS Dwight D. Eisenhower (CVN-69).

Le couple F-14A et TF30-P-414A ne fut pas des plus étincelants, l'ensemble étant clairement sous-motorisé. La cause en était le désir de l’US Navy de disposer d'un chasseur à réaction avec un rapport poids/puissance (en configuration lisse) de 1, voire mieux. L’US Air Force avait d'ailleurs émis les mêmes souhaits concernant le F-15 et le F-16. Toutefois, comme la Navy désirait incorporer au nouvel avion un maximum de systèmes provenant de la défunte version navalisée du F-111, le F-111B, il fut décidé que les premières séries du F-14 en utiliseraient également les moteurs, les TF30. Le rapport poids/puissance du jeune F-14 fut finalement équivalent à celui d'un F-4 Phantom II, ce qui était alors loin du résultat initialement désiré, mais la très grande qualité aérodynamique du F-14, en particulier ses ailes à géométrie variable, permit de faire oublier ce défaut, en donnant à l'avion une meilleure portance et une meilleure vitesse ascensionnelle.
En parallèle, le TF30 fut jugé comme étant très mal adapté à cet avion et à son domaine d'emploi (le combat aérien), étant sujet à de violents phénomènes de pompage de son compresseur, lorsque l'avion évoluait sous de fortes incidences et si la manette de gaz était manipulée de manière trop agressive. De plus, comme les nacelles des moteurs du F-14 étaient plutôt espacées (comparées à un F-15 par exemple), les pompages de compresseurs étaient particulièrement dangereux, car la poussée asymétrique qui en résultait pouvait facilement mettre l'avion en vrille à plat ou inversée, de laquelle il était très difficile de sortir. Une telle situation est d'ailleurs très bien représentée dans le célèbre film Top Gun, lorsque l'un des moteurs du F-14 de Maverick cale et que son avion part dans une vrille incontrôlable, le forçant à s'éjecter avec son copilote.
Le problème du F-14 n'affecta jamais le F-111, qu'il ait été utilisé par la Navy, l’Air Force ou la force aérienne australienne (RAAF). En fait, le F-111, bien qu'il fût officiellement qualifié de « chasseur », était plutôt un avion d'attaque contre les cibles terrestres. Ce type de mission n'imposait pas à l'avion des phases aussi contraignantes que celles d'un dogfight (combat aérien rapproché), avec ses changements de régime moteur brutaux, ses variations d'angle d'attaque ou d'altitude violents, et le moteur souffrait donc beaucoup moins de son utilisation dans le F-111. L'emploi de ce chasseur est très représentatif des divergences souvent notées entre ce que l’US Air Force ou la Navy et l’US Marine corps qualifiaient de « chasseur », la première utilisant ce terme pour décrire la plupart de ses chasseurs-bombardiers, alors que les deux autres le réservaient seulement aux avions spécifiquement conçus pour le combat aérien (les avions d'attaque au sol étaient qualifiés d'avions d'attaque).
Le F-14A entra en service dans l'US Navy avec le TF30, mais rapidement, en raison des nombreux problèmes posés par ce moteur, le département de la Défense des États-Unis commença à se procurer des F110-GE-400 et les installa dans ce qui allait devenir le F-14A « Plus » (renommé F-14B en 1991), qui entra en service dans la flotte en 1988. Ces moteurs réglèrent enfin les problèmes de fiabilité et ajoutèrent 30 % de poussée supplémentaire, permettant à l'avion d'enfin atteindre son ratio poids/puissance de 1:1. Le F-14D, version suivante qui reprenait tous les F-14A et B précédents plus les nouveaux appareils produits, était elle aussi équipée des F-110-GE-400.

## Versions

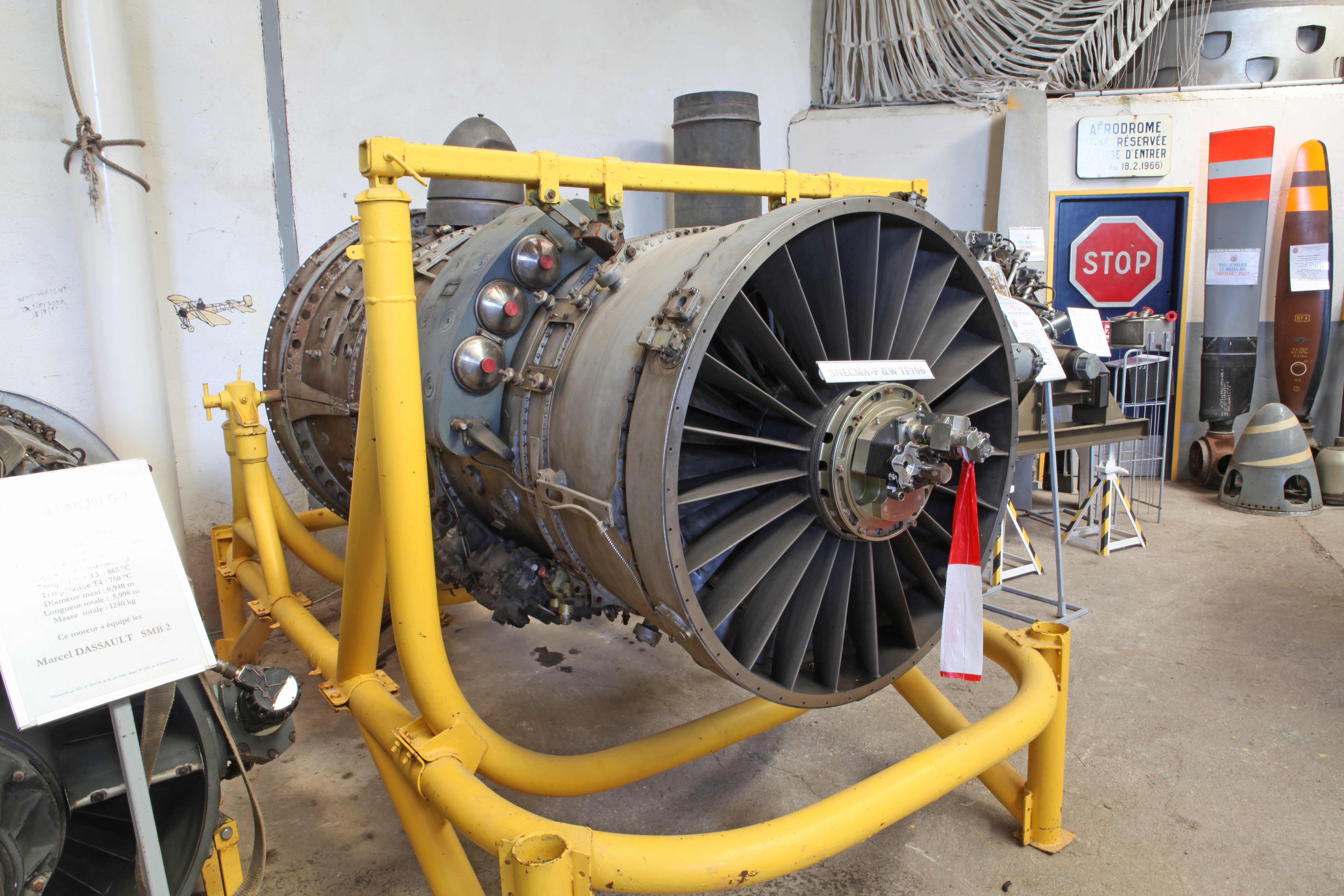
Pratt & Whitney/SNECMA TF106.

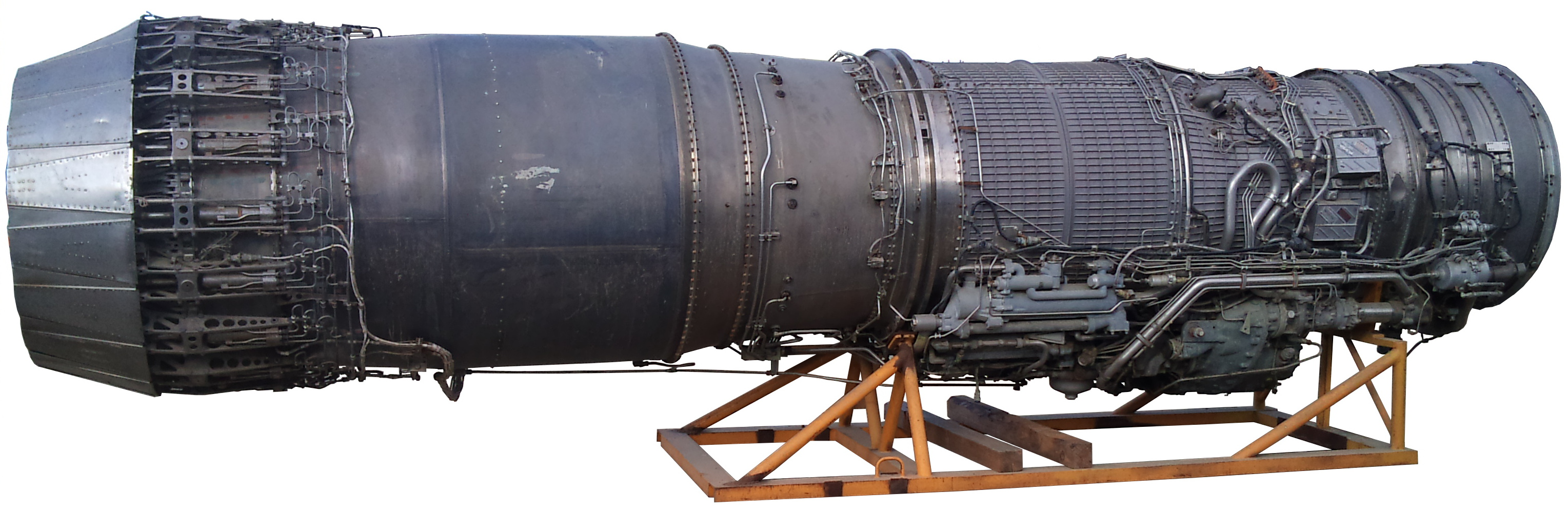
Pratt & Whitney/SNECMA TF306.

- JTF10 : Désignation de la compagnie pour la famille de moteurs TF30 dans son ensemble[1] ;
- XTF30-P-1
- YTF30-P-1
- TF30-P-1 : Ce moteur devait équiper le F6D Missileer ;
- TF30-P-1A
- TF30-P-2
- TF30-P-3 : Ce moteur a équipé le F-111C ;
- TF30-P-5
- TF30-P-6
- TF30-P-6A
- TF30-P-6C
- TF30-P-7
- TF30-P-8
- TF30-P-9 : Ce moteur a équipé les F-111C et EF-111A ;
- TF30-P-12
- TF30-P-14
- TF30-P-16
- TF30-P-18
- YTF30-P-100
- TF30-P-100
- TF30-P-103 : Ce moteur a équipé le F-111C ;
- TF30-P-107 : Ce moteur a équipé le F-111G ;
- TF30-P-108 : Ce moteur a équipé le F-111G ;
- TF30-P-109 : Ce moteur a équipé les F-111C et EF-111A ;
- TF30-P-109 RA : Ce moteur a équipé le F-111C ;
- TF30-P-412A : Ce moteur a équipé le F-14A ;
- TF30-P-408
- TF30-P-414
- JTF10A-7 : Aussi désigné TF30-P-2 ;
- JTF10A-10
- Pratt & Whitney/SNECMA TF106 : Version dérivée du TF30 pour propulser le prototype de chasseur ADAV Dassault Mirage IIIV ;
- Pratt & Whitney/SNECMA TF306 : Version dérivée du TF30 testée dans le Dassault Mirage F2.

## Applications

### TF30
- Douglas F6D Missileer (en) (prototype abandonné)
- General Dynamics F-111
- General Dynamics F-111B
- General Dynamics F-111C
- General Dynamics F-111K
- General Dynamics EF-111A Raven
- Grumman F-14A Tomcat
- LTV A-7A/B/C Corsair II

### TF104/TF106
- Dassault Mirage IIIV

### TF306
- Dassault Mirage F2
- Dassault Mirage G2